# 道の駅北前船 松前
道の駅北前船 松前（みちのえき きたまえぶね まつまえ）は、北海道松前郡松前町にある国道228号の道の駅である。

## 主な施設
- 駐車場
  - 普通車：97台
  - 大型車：3台
  - 身障者用 : 2台
- トイレ（いずれも24時間利用可能）
  - 男：大 2器、小 4器
  - 女：3器
  - 身障者用：1器
- 公衆電話：1台
- 観光案内所：カウンター設置
- 特産品販売コーナー
- レストラン「北前食堂」
- 展望デッキ

## 休館日
- 毎週火曜日
- 年末年始

## アクセス
- 函館市より約95km

## 周辺
- 松前城（福山城）